# Servische Communistenbond
De Servische Communistenbond (Servo-Kroatisch: Savez Komunista Srbije/Савез комуниста Србије) was een Servische partij.
De SKS maakte deel uit van de Joegoslavische Communistenbond (SKJ), de enige toegelaten partij in de Socialistische Federale Republiek Joegoslavië (SFRJ).
De SKS werd in 1941 opgericht onder de naam Communistische Partij van Servië (Servo-Kroatisch: Komunistička partija Srbije, KPS / Комунистичка партија Србије, КпС). De KPS stond onder leiding van de Joegoslavische Communistische Partij van Josip Broz Tito. Blaskoje Neškovič (1907-1984) werd in 1941 de eerste partijleider (eerste secretaris). In het naoorlogse Joegoslavië verkregen de deelrepublieken enige autonomie en de SKS werd de enige toegelaten partij in de deelrepubliek Servië (Socialistische Republiek Servië). In 1952 werd de partijnaam van de KPS gewijzigd in Servische Communistenbond. De grondwet van 1974 kende de deelrepublieken nog meer autonomie toe en ook de macht van de verscheidene afdelingen van de SKJ verkregen meer macht.
Sinds de jaren 70 woedde er een machtsstrijd tussen liberale communisten en conservatieve communisten. De conservatieve "orthodoxe" communisten verzetten zich sterk tegen het streven naar meer zelfstandigheid van de deelrepublieken en autonome regio's (Kosovo en Vojvodina). Dit zou immers het centrale gezag van Belgrado, dat gedomineerd werd door Serviërs ernstig aantasten. In 1986 werd Slobodan Milošević (1941-2005), een orthodoxe communist, tot voorzitter van het Centraal Comité van de SKS gekozen. In 1989 werd hij president van Servië. Hij was een fel tegenstander van de autonomie van Kosovo en Vojvodina binnen de Servische deelrepubliek en schortte de autonomie van die autonome regio's in de zomer van 1989 op. Hij liet de politieke leiding van de autonome regio's vervangen door pro-Servische politici, waarna de autonomie van beide regio's werden hersteld. Miloševićs streven naar Servische hegemonie over Joegoslavië werd door de Sloveniërs en de Kroatiërs afgewezen en in 1990 viel het "Tweede Joegoslavië" uiteen. Een rompstaat van Servië en Montenegro bleef over. De SKS fuseerde in juli 1990 met communistische jeugdbeweging, de vrouwenbond en andere massaorganisaties, alsmede de communistische partijen van de autonome regio's binnen Servië (Communistenbond van Vojvodina en de Kosovaarse Communistenbond) tot de Socialistische Partij van Servië (SPS).
Het bestuur van de SKS was het Centraal Comité (gekozen tijdens het partijcongres). Het CC kwam echter maar enkele keren per jaar bijeen. Het dagelijks bestuur werd gevormd door het Presidium (Politbureau) van het Centraal Comité. De voorzitter van de Servische Communistenbond werd gekozen door het Centraal Comité. De meeste leden van het Presidium waren ook lid van het Secretariaat van de Servische Communistenbond. Oud-voorzitters van de SKS waren ex officio leden van het Presidium van het Centraal Comité van de Joegoslavische Communistenbond (SKJ).
|  |  | Voorzitter van het CC van het Pres. |  |
|  |  |                                     |  |
|  |  | Presidium                           |  |
|  |  |                                     |  |
|  |  | Centraal Comité                     |  |
|  |  |                                     |  |
|  |  | Partijcongres                       |  |

## Lijst van voorzitters van hetCentraal Comitévan de SKS
| Persoon                | Periode                                         |
| ---------------------- | ----------------------------------------------- |
| Blagoje Nešković       | 1941 - 1948 (eerste secretaris)                 |
| Petar Stambolić        | 1948 - maart 1957 (eerste secretaris)           |
| Jovan Sevelinov        | maart 1957 - september 1966 (eerste secretaris) |
| Dobrivoje Radosavjević | september 1966 - februari 1968                  |
| Petar Stambolić        | februari - november 1968                        |
| Marko Nikezić          | november 1968 - 26 oktober 1972                 |
| Tihomir Vlaškalić      | 26 oktober 1972 - mei 1982                      |
| Dušan Čkrebić          | mei 1982 - 17 mei 1986                          |
| Ivan Stambolić         | mei 1986 - mei 1986                             |
| Slobodan Milošević     | mei 1986 - 24 mei 1989                          |
| Bogdan Trifunović      | 24 mei 1989 - 16 juli 1990                      |